# 30 Rockefeller Plaza
30 Rockefeller Plaza é um arranha-céu na cidade estadunidense de Nova Iorque e um dos arranha-céus mais altos do mundo, com 259 metros (850 pés) de altura. Erguido como construção principal do complexo Rockefeller Center em Midtown Manhattan, o edifício era originalmente chamado de RCA Building desde sua conclusão, em 1933, até 1988. Posteriormente, por questões comerciais, passou a ser denominado GE Building, nome que perdurou até 2015, quando o prédio passou a sediar a Comcast.
Notório por sediar a emissora televisiva NBC, o 30 Rockefeller Plaza é o 14º arranha-céu mais alto de Nova Iorque e o 39º mais alto do país, sendo 122 metros mais baixo do que o igualmente famoso Empire State Building. Um de seus destaques é o friso acima da entrada principal do prédio, de autoria de Lee Lawrie e representando a "Sabedoria".

## História
A construção do prédio foi concluída em 1933 como parte integrante do Rockefeller Center. Foi nomeado RCA Building por causa da companhia de rádio de ocupava o prédio. Foi o primeiro edifício construído com os elevadores agrupados no núcleo central. A NBC, também propriedade da General Electric, ocupa uma parte do prédio.
Em 1985, o edifício adquiriu o status de prédio histórico de Nova Iorque, ainda com o nome de baptismo. Em 1988, foi rebatizado, passando a se chamar GE Building. Atualmente pertence a General Electric e é a sede nacional da NBC.